# 蘇志仁
蘇志仁（1516年—1553年），字道先，號似峰，廣東潮州府海陽縣人，軍籍，明朝政治人物，官至江西按察使司僉事。

## 生平
嘉靖十六年（1537年）丁酉科廣東鄉試第十八名。嘉靖二十三年（1544年）甲辰科會試第七十八名，三甲一百十四名進士。授池州府推官，不久因憲臣推薦，任吏部稽勋司主事，歷調验封、考功、文选諸司，升員外郎，称病自劾而归。尚書强令其出仕，不從，遂左遷兩浙轉運判官，量移興化府同知。嘉靖三十二年轉江西按察僉事，未及上任即以疾卒于家，年三十八。

## 家族
曾祖蘇經；祖父蘇沂；父蘇思繹。前母鄭氏；母許氏。具庆下。兄志學。弟志古、志訢。